# Battaglia di Çıldır
La battaglia di Çıldır fu combattuta nel 1578 durante la guerra ottomano-safavide (1578-1590).

## Antefatti
La pace tra l'Impero Ottomano e l'Impero Persiano (Safavide) dopo il trattato di Amasya continuò dal 1555 al 1578. Quando Murat III, sultano dell'Impero Ottomano salì al trono nel 1574, Tahmasp I di Persia gli inviò dei regali. Ma prima che la delegazione persiana lasciasse Istanbul, la capitale ottomana, Tahmasp morì (1576). Il nuovo scià fu Ismail II che cambiò la politica pacifica nei confronti degli ottomani e iniziò le ostilità nella zona di confine. Nel frattempo, il governatore del Luristan, una parte della Persia, si rifugiò nelle terre ottomane, un evento che creò ulteriormente la tensione tra i due imperi. Ismail II morì presto e durante l'interregno successivo alla sua morte, la Porta ottomana decise di dichiarare guerra. La guerra continuò durante il regno di Mohammed Khodabanda in Persia.

## La Battaglia
Dopo il combattimento iniziale nella cosiddetta Cambaz Çukuru, la battaglia principale si svolse intorno a un piccolo forte chiamato Çıldır nell'Anatolia nord-orientale. Il comandante dell'esercito ottomano era Lala Mustafa Pascià  e il comandante dell'esercito persiano era Tokhmaq Khan Ustajlu che aveva rappresentato la Persia a Istanbul dopo la successione di Murat III. Tokhmak Khan aveva anche un esercito georgiano sotto il suo comando, essendo la Georgia un vassallo persiano (e le sue famiglie reali essendo legate dal matrimonio). Tokhmak Khan cercò di circondare l'esercito ottomano e stava per avere la meglio quando il comandante ottomano Özdemiroğlu Osman Pascià intervenne e lo sconfisse.

## Eventi successivi
Sebbene i persiani avessero cercato di attaccare le unità di rifornimento ottomane dopo la battaglia, furono costretti a ritirarsi e quando un ponte fu distrutto durante questa ritirata persero ulteriori truppe. Queste sconfitte lasciarono il Caucaso alla conquista ottomana. Lala Mustafa Pascià conquistò presto Tiflis, la capitale georgiana. Il passo successivo fu la conquista di Derbent (l'attuale Repubblica del Daghestan, in Russia). Con questa conquista gli Ottomani furono in grado di raggiungere il Mar Caspio.